# Río San Juan (afluente del Matachel)
El río San Juan, en algunas fuentes llamado arroyo, es un río del oeste de la península ibérica perteneciente a la cuenca hidrográfica del Guadiana, que discurre por la provincia de Badajoz (España).

## Curso
El río San Juan nace en la sierra de las Tomillosas, en el término municipal de Manchita. Realiza un recorrido en sentido suroeste-nordeste, a lo largo de unos 40 km hasta su desembocadura en el embalse de Alange, donde confluye con el río Matachel. Antes de la construcción de dicho embalse, el río Palomillas desembocaba en el río San Juan. 
Existe además otro embalse menor aguas arriba en el cauce del San Juan, el embalse de la Garza. 